# Pasza Angelina
Pasza Angelina, ros. Паша Ангелина (Прасковья Никитична) (ur. 30 grudnia 1912?/12 stycznia 1913 w Staro-Beszewe w obwodzie donieckim, zm. 28 stycznia 1959 w Moskwie) – jedna z pierwszych traktorzystek w ZSRR, uczestniczka ruchu stachanowskiego.
W 1938 r. Pasza Angelina ogłosiła hasło: „Sto tysięcy dziewcząt na traktory”, które stało się jednym z najbardziej eksponowanych w ówczesnej propagandzie. Ruch stachanowski przekroczył ten plan i przeszkolono dwieście tysięcy traktorzystek.
Została odznaczona m.in. dwukrotnie Medalem „Sierp i Młot” Bohatera Pracy Socjalistycznej, trzykrotnie Orderem Lenina oraz Orderem Czerwonego Sztandaru Pracy. Laureatka Nagrody Stalinowskiej (1946).